# Tartarugalzinho
Tartarugalzinho is een gemeente in de Braziliaanse deelstaat Amapá. De gemeente telt 13.769 inwoners (schatting 2009).

## Geografie

### Hydrografie
De plaats ligt in het stroomgebied van de rivier de Tartarugalzinho. De rivier de Falsino maakt deel uit van de grensgemeente. De rivier de Maraguatizal mondt uit in de rivier de Euzeb, die vervolgens uitmondt in de rivier de Aporema, die ten slotte uitmondt in de rivier de Araguari. De rivier de Tracajatuba mondt ook uit in de rivier de Araguari en maken beide deel uit van de gemeentegrens.

### Aangrenzende gemeenten
De gemeente grenst aan Amapá, Cutias, Ferreira Gomes en Pracuúba.

## Verkeer en vervoer

### Wegen
Tartarugalzinho is via de hoofdweg BR-156 verbonden met Macapá, de hoofdstad van de staat Amapá en in noordelijke richting met het grensgebied van Frans-Guyana.